# Rudergesellschaft Treis-Karden 1969
Die Rudergesellschaft Treis-Karden 1969 ist ein Sportverein aus Treis-Karden.

## Lage
Der Verein hat seinen Sitz und Steg am Flusskilometer 40,4 der Mosel im Ortsteil Treis.

## Bekannte Sportler
Bei den Weltmeisterschaften 1989 ruderte Cornelia Cichy mit dem Leichtgewichts-Vierer ohne Steuerfrau auf den dritten Platz.
2006 gewann Jost Schömann-Finck bei den Weltmeisterschaften in Eton die Silbermedaille im Leichtgewichts-Achter, 2007 in München wurde er erneut Zweiter mit dem Leichtgewichts-Achter. 2009 in Posen siegte er mit dem Leichtgewichts-Vierer ohne Steuermann. Jost Schömann-Finck ist mit Silber bei den Europameisterschaften 2009 der einzige Medaillengewinner des Vereins bei Europameisterschaften.
Der Steuermann Jonas Wiesen gewann bei Weltmeisterschaften Silber 2013, Bronze 2014, Silber 2015 und Bronze 2017.
Die Rudergesellschaft hat seit 1988 immer wieder Titel beim Deutschen Meisterschaftsrudern gewonnen.